# Ямхил (окръг, Орегон)
Окръг Ямхил (на английски: Yamhill County) е окръг в щата Орегон, Съединени американски щати. Площта му е 1860 km², а населението - 84992 души (2000). Административен център е град Макминвил.

## Градове
- Амити
- Дейтън
- Дънди
- Карлтън
- Лафайет
- Уиламина
- Ямхил